# Distretto di Kiraz
Il distretto di Kiraz (in turco Kiraz ilçesi) è uno dei distretti della provincia di Smirne, in Turchia.